# Orliczko (jezioro)
Orliczko – jezioro rynnowe na Pojezierzu Poznańskim, w województwie wielkopolskim, na terenie powiatu szamotulskiego, w gminie Pniewy, we wsi Orliczko.

## Charakterystyka
Jezioro Orliczko ma pow. 21,6 ha. Głębokość średnia wynosi 1,6 m, maksymalna - 4 m, dł. 115 m, szer. 215 m. Dno ma dosyć wyrównane, jeden niewielki głęboczek. Roślinność brzegowa jest uboga, w jej skład wchodzi głównie trzcina pospolita i pałka wodna z niewielkimi kępami situ. Roślinność o ilościach pływających to niezbyt rozległe skupisko grążela żółtego. Przezroczystość wody jest mała, waha się od 0,5 m w lecie do 1 m wiosną i jesienią. Występują tu zakwity fitoplanktonu.
Jezioro położone jest w bezpośrednim sąsiedztwie wioski Orliczko, której zabudowania leżą na południowo-wschodnim brzegu. Pozostałe brzegi zbiornika stanowią pola uprawne i łąki. Akwen ma jeden wielki odpływ. Wieś Orliczko i przyległe pola wywierają duży wpływ na żyzność wody, co powoduje przyśpieszoną eutrofizację.